# Француски револуционарни ратови: Кампања 1798.
Година 1798. је седма година Француских револуционарних ратова. 

## Поход на Египат и Сирију
На предлог Наполеона Бонапарте, Директоријум је одобрио француску инвазију на Египат. У том периоду Египат је припадао Османском царству. Освајањем Египта, Французи би заузели необично битне територије које би јој омогућавале лакшу комуникацију са Далеким истоком. 
Дана 19. маја Наполеон са Оријенталном армијом (35 000 људи) креће у поход на Египат. 10. јуна заузима Малту која је прикључена Француској републици. 1. јула искрцава се на египатску територију и следећег дана заузима Александрију. Победивши у бици код пирамида 23. јула освојио је Каиро. Због тога турски султан прилази другој коалицији која се тада формирала против Француза. Устанак од 22. октобра у Каиру сурово је угушен. Британци прилазе у помоћ Турцима и 1. августа код Абукира уништавају француску флоту.
Сазнавши за помоћ која Турцима стиже из Сирије, Наполеон се одлучио за напад и 19. фебруара 1799. године заузима Ел Ариш, а 7. марта Јафу. Тукао је Мустафа-Пашу 22/23. августа 1799. године код Абукира. Тада је одлучио да се врати у Француску. 

## Друга коалиција
После француског освајања Малте и упада у Египат, Велика Британија је ангажовала велика финансијска средства ради формирања Друге коалиције за борбу против Француза. Први у коалицију улази Напуљ и напада Римску републику (Бившу Папску државу). 29. новембра освојен је Рим. Французи преотимају Рим, а затим покоравају и Напуљ у коме је формирана Партенопенска република. Напуљски краљ Фердинанд IV бежи на Сицилију. Слични догађаји одвијали су се и у Пијемонту где краљ Емануел IV бежи, а државом правља комисија која је под непосредном влашћу Француза. 
У другу коалицију, сем Велике Британије, Османског царства и Напуља улазе још и Аустрија и Русија.

## На мору
Због неуспеха против британске флоте произашао је пројекат Булоњске флотиле, замисао да се линијски бродови замене великим бројем добро наоружаних мањих бродова. Исте године, Директоријум је одобрио Наполеону инвазију на Египат. Француска флота стационира се у Абукиру.
Безобзирни поступци француских гусара према америчким трговачлким бродовима доводе до избијања америчко-француског поморског рата (1798—1801) познатог и под називом Квази рат.